# Chang San Feng
Chang Sanfeng (em língua chinesa: 張三丰) é um quase mitológico monge taoista chinês que muitos acreditam ter conquistado a imortalidade. Teria nascido em Shaowu, em Nanping, em Fujian, durante a dinastia Song do Sul, e teria vivido até a dinastia Ming. Seu nome de nascimento era Tong (通), e seu nome de cortesia era Junbao (君寶，君宝). Ele era especializado em estudos confucianos e taoistas e em artes literárias. Durante o reinado do imperador Kublai Khan, da dinastia Yuan, ele conseguiu o cargo de magistrado do condado de Boling (博陵縣; atualmente, Dingzhou, em Baoding (Hebei). Enquanto passeava pelas montanhas de Baoji, em Xianxim, ele viu o encontro de três montanhas e decidiu se batizar com o nome taoista de "Sanfengzi" (三丰子). Informações sobre sua data de nascimento são incertas, ele costuma ser associado aos monastérios taoistas das montanhas Wudang, na província de Hubei.
Dizem que seu nome, antes de se tornar um taoista, era 張君寶. Seu nome Taoista em caracteres chineses tradicionais é 張三丰, ou 張三豐. Ambos se escrevem ZhāngSānfēng em pinyin e Chang¹San¹-feng¹ em Wade-Giles.
Chang San Feng desprezou fama e riqueza. Depois de recusar seu cargo público e ceder suas propriedades a seu clã, ele viajou pela China e viveu como um asceta. Ele viveu muitos anos no monte Hua, até optar por viver nas montanhas Wudang.

## A concepção do Tai Chi Chuan
A este herói cultural legendário, se atribui a origem do conceito de neijia e, mais especificamente, do tai chi chuan.
Segundo uma das histórias registradas sobre este mestre, Chang Sangfeng vivia num templo taoista do monte Wudang, onde já havia desenvolvido uma forma de arte marcial conhecida como "Os 32 estilos do punho longo de Wudang".
Chang Sangfeng teria criado os 72 movimentos do tai chi ao observar a luta entre um pássaro (segundo algumas versões, um grou) e uma cobra.
Nessa observação, constatou como a flexibilidade pode se sobrepor à rigidez. Compreendendo como esta alternância entre o Yin e o Yang presente nos ciclos da natureza podem ser integradas às práticas de movimentos, concebeu, assim, a base da arte marcial que depois passou a ser chamada de tai chi chuan.
De acordo com documentos relativamente antigos (século XIX) preservados nos arquivos das famílias Yang e Wu, o nome do mestre de Zhang Sanfeng era Xu Xuanping (許宣平), um poeta eremita da dinastia Tang, taoista exímio em tao in.
As linhagens de tai chi chuan que atribuem a criação de sua arte a esse mestre, tradicionalmente, celebram seu aniversário no nono dia do terceiro mês lunar do calendário chinês. Apesar de não ser uma conversão precisa, a data de 9 de Abril costuma ser adotada em sua homenagem no calendário ocidental.
A obra "Epitáfio para Wang Zhengnan" (1669), de Huang Zongxi, diz que Chang San Feng desenvolveu as artes marciais internas taoistas, em oposição às artes marciais externas originárias do mosteiro Shaolin.
Chang San Feng era um especialista em Pak Hok, no estilo da cobra de kung fu e no uso da espada (jian).

## Realidade ou lenda?

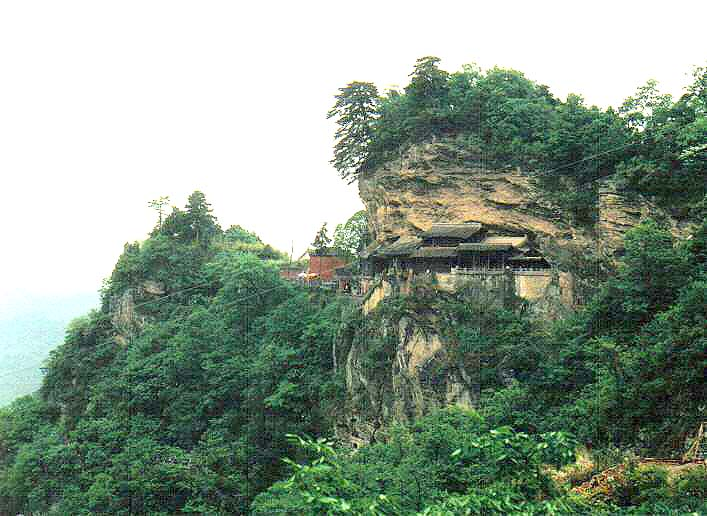
Templo na encosta das montanhas Wudang.

Embora diversos estudiosos considerem Chang Sangfeng um mito, há, na China, diversos monumentos e textos que podem ser apresentados como comprovação de sua existência.
Nas montanhas Wudang, existem duas grandes placas em sua homenagem: uma colocada por decreto do imperador Seng Zu e outra por decreto do imperador Ying Zhong, ambos da dinastia Ming.
A História imperial da dinastia Ming registra que:

Chang Sangfeng nasceu em 1247, aprendeu os preceitos do taoismo com um mestre chamado Dragão de Fogo, no monte Nanshan, em Shanxi; cultivou seu espírito por nove anos no monte Wudang; era conhecido pelo título honorífico de "O santo da conquista espiritual infinita"; e foi o primeiro patriarca das artes marciais interiores.
A mesma fonte o descreve assim: 

Ele era grande, de aparência imponente, ostentava os sinais clássicos da longevidade, isto é, os sinais da tartaruga e do grou. Possuía orelhas grandes e olhos redondos. A barba eriçava-se-lhe furiosamente como a lâmina de uma alabarda. Tanto no verão como no inverno, envergava uma simples vestimenta.
Os "Anais do grande pico da montanha da paz eterna" mencionam que "Chang Sangfeng estudou o Yin e Yang do cosmos, observou o princípio da longevidade das tartarugas e dos grous e obteve resultados notáveis".
Além disso, são atribuídos, a Chang Sangfeng, o texto "O segredo de treinar a quintessência interior na arte do tai chi", um dos clássicos do tai chi chuan, e várias obras apócrifas sobre alquimia interior datadas do final do século XIX, como Da Dao Lun (大道論), Xuanji Zhi Jiang (玄機直講), Xuan Tan Quanji (玄譚全集), Xuan Yao Pian (玄要篇), Wu Gen Shu Ci (無根樹詞) e outros, que foram compilados numa coleção conhecida como "A coleção completa do senhor Chang San Feng" (張三丰先生全集), que se encontra no Dao Zang Ji Yao (道藏輯要), uma série de textos taoistas compilada por Peng Dingqiu (彭定求) no início da dinastia Qing.

## Personagem de livros e filmes
Por sua referência mítica, Chang Sanfeng aparece com frequência como mestre e guia espiritual em novelas e filmes de artes marciais chineses.

### Literatura
Os leitores chineses contemporâneos estão familiarizados com a versão de Zhang Sanfeng que Jin Yong criou em sua novela "A espada do Céu e o sabre do dragão" (1961), que se passa no final da dinastia Yuan. Na novela, Chang San Feng é um ex-monge Shaolin que funda a seita Wudang, sediada nas montanhas Wudang. Ele possui sete aprendizes, conhecidos como "Os sete heróis de Wudang", um dos quais é o pai do protagonista da novela, Zhang Wuji. Muitos jornais locais registraram que Chang San Feng ainda estava vivo no reinado do imperador Tianshun (r. 1457–1464), na dinastia Ming, tendo vivido portanto mais de duzentos anos.

### Filmes e tevê
- interpretado por Kenny Ho na série da tevê chinesa Chinese Television System chamada Young Zhang Sanfeng (1991).
- No filme Tai chi master (Tai ji zhang san feng), realizado em 1993 por Yuen Woo-Ping, o famoso ator Jet Li interpreta este papel: um ex-discípulo do monastério Shaolin que abandona o templo, passa por diversos conflitos até quase enlouquecer e reencontra seu caminho para a sanidade a partir da leitura de um manuscrito do Tao Te Ching de Lao Zi (entregue a ele por seu mestre antes de sair do monastério). O filme já foi apresentado nas tevês do Brasil, e é distribuído no formato DVD com o título Batalha de Honra (Twin warriors).
- interpretado por Sammo Hung no filme de 1993 Kung Fu Cult Master
- interpretado por Eddie Kwan na série de 1996 da TVB Rise of the Taiji Master
- interpretado por Vincent Zhao na série de tevê de 2002 Wudang I e sua continuação de 2005 Wudang II.
- interpretado por Yu Chenghui na série da tevê Wenzhou de 2009 The Heaven Sword and Dragon Saber
- interpretado por Seo Hyun-Chul na série da Seoul Broadcasting System de 2015-2016 Six Flying Dragons.